# Benjamin Boukpeti
Benjamin Kudjow Thomas Boukpeti (Lagny-sur-Marne, 4 agosto 1981) è un canoista togolese, specializzato nello slalom K1.
Nato in Francia, Boukpeti decise di gareggiare sotto la bandiera del Togo, paese d'origine del padre. Alle olimpiadi di Atene 2004 si qualificò per le semifinali del K1 slalom dove ottenne il diciottesimo posto senza qualificarsi per la finale.
Alle successive olimpiadi di Pechino 2008, dove fra l'altro ha ricoperto il ruolo di portabandiera nella cerimonia inaugurale, ha ottenuto un bronzo, prima storica medaglia olimpica per il Togo.. Boukpeti era sorprendentemente in testa dopo la semifinale ma non è riuscito a confermarsi nell'ultima discesa arrivando solo terzo.
Quattro anni dopo, riceve una wild card per Londra dove arriva decimo.

## Palmarès
- Olimpiadi

Pechino 2008: bronzo nel K1 slalom.